# Marinebasis Rota

i7
i11
i13
Die Base Naval de Rota der spanischen Marine liegt zwischen den Ortschaften Rota und El Puerto de Santa María am Nordufer der Bucht von Cádiz. Sie hat eine Fläche von 24,68 km² und gehört damit zu den größten Marinestützpunkten Europas. Auf der Basis befinden sich u. a. ein Militärflugplatz mit einer Fläche von 2,71 km² und Hafenanlagen mit drei Piers.

## Geschichte
Die Marinebasis wird neben der Armada Spaniens auch von der United States Navy mitbenutzt. Grundlage ist der 1953 zu Beginn des Kalten Krieges geschlossene Hispano-Amerikanische Verteidigungs- und Kooperationsvertrag, den Spanien vereinbarte, als es unter Franco nicht zur NATO gehörte (dieser beinhaltete auch drei Luftwaffenbasen). Die Marinebasis untersteht einem spanischen Konteradmiral. Die äußere Sicherheit obliegt Spanien allein, im Innern gibt es jedoch eine gemeinsame Militärpolizei beider Nationen. Die US Navy belegt zirka 80 % der Fläche der Basis.
Im Februar 2014 wurde das erste von vier Aegis-Kriegsschiffen der US Navy in Rota stationiert, um Europa im Rahmen der National Missile Defense vor Atomraketen zu beschützen. Hierzu wurde die Basis in fünfjähriger Bauzeit modernisiert und ausgebaut. Neben landseitigen Erweiterungen, hierzu wurden dem Meer 60.000 m² Neuland abgerungen, wurde die Pier 1 um 300 m verlängert und eine weitere, die Pier 4, neu erstellt. Für kleinere Einheiten entstand zusätzlich eine Hilfspier, und auch RoRo-Schiffe können seither be- und entladen werden.
Die in Rota stationierte US-Zerstörerstreitmacht wurde 2024 um eine fünfte Einheit vergrößert und 2026 sollen hier dann insgesamt sechs Schiffe beheimatet sein. Im Rahmen dieser Entscheidung wurde 2024 entschieden, die Basis über mehrere Jahre nochmals zu erweitern. Mit drei weiteren Piers wird sich die Kapazität der Kaianlagen in den 2030er Jahren gegenüber 2024 verdoppeln.

## Armada Española
Die Basis ist Heimat von folgenden schwimmenden Einheiten der spanischen Flotte:
- Grupo de Acción Naval 1
  - 41ª Escuadrilla de Escoltas mit sechs Fregatten der Santa-María-Klasse
  - Versorgungsschiffe Patiño und Marqués de la Ensenada
- Grupo de Acción Naval 2 (COMGRUP 2)
  - Amphibisches Angriffsschiff Juan Carlos I
  - Amphibische Docktransportschiffe der Galicia-Klasse

Rota ist die Landbasis sämtlicher Luftfahrzeuge der Armada. Die Flotilla de Aeronaves gliedert sich in sechs fliegende Staffeln.
Neben den fliegenden und schwimmenden Verbänden ist Rota Sitz verschiedener Landdienststellen.

## United States Navy

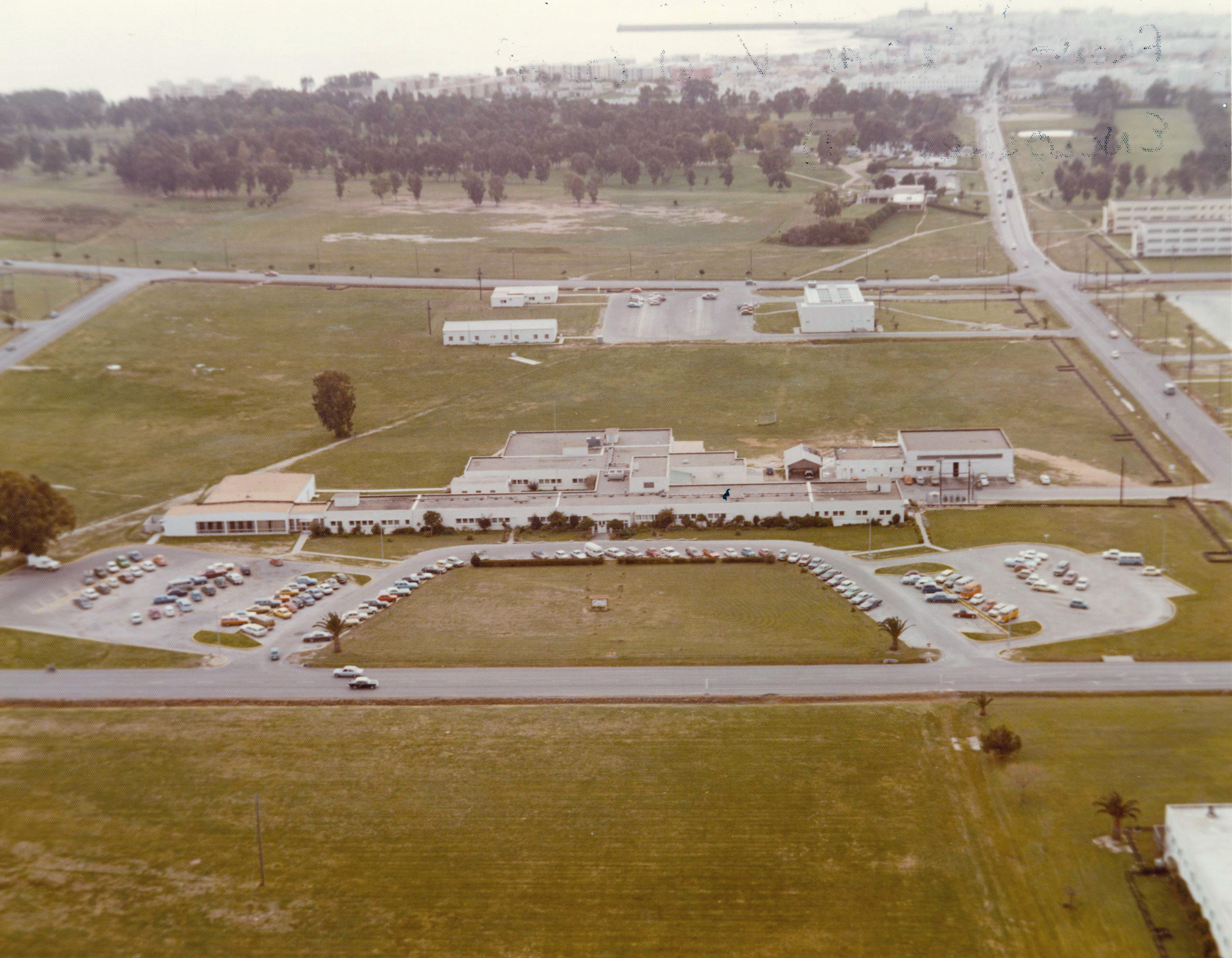
Das U. S. Naval Hospital Rota im Februar 1978

Die Marinebasis der U.S. Navy ist Teil der Basis der spanischen Marine. Die Aufgabe der US-Basis ist die Unterstützung der 6. Flotte im Mittelmeer, des Air Mobility Command und der Military Sealift Command’s Maritime Prepositioning Squadrons. Die USA betreiben auf der Basis auch ein Krankenhaus (U. S. Naval Hospital Rota), 801 Wohngebäude, 426 sonstige Gebäude, diverse Geschäfte, Gastronomien, eine Grundschule (David Glasgow Farragut Elementary School), eine Gesamtschule (David G. Farragut High School) sowie Außenstellen der Embry-Riddle Aeronautical University, Navy College, Rota Community College, University of Maryland, David Glasgow Farragut Schools und University of Oklahoma. Auf und in der Nähe der Basis arbeiten und leben ca. 3000 US-Amerikaner.
Folgende Einheiten sind hier stationiert (Auswahl):
- Fleet Air Reconnaissance Squadron Two (VQ-2)
- Air Mobility Support Squadron (AMSS)
- Naval Computer and Telecommunications Area Master Station (NCTAMS)
- Naval Criminal Investigative Service Resident Agency
- Naval European Meteorology and Oceanography Center (NEMOC)
- Naval Leader Training Unit
- Naval Legal Service Office (NLSO)
- Naval Media Center (NMC)
- Naval Mobile Construction Battalion (NMCB)
- Naval Security Group Activity (NSGA)
- fünf (demnächst sechs) „Aegis“-Zerstörer der Arleigh-Burke-Klasse:
  - Donald Cook (2014 bis 2021)
  - Ross (2014 bis 2022)
  - Porter (2015 bis 2022)
  - Carney (2015 bis 2020)
  - Roosevelt (seit 2020)
  - Arleigh Burke (Schiff) (seit 2021)
  - Paul Ignatius (seit 2022)
  - Bulkeley (seit 2022)[7]
  - Oscar Austin (seit 2024)[8]

Der Stützpunkt ist Sitz des Commander, U.S. Naval Activities Spain, in Personalunion Commanding Officer of Naval Station, Rota. Militärflugzeuge starteten u. a. von Rota aus, um den Internationalen Militäreinsatz in Libyen 2011 zu führen.
Im Jahre 1992 war der Flugplatz der Marinebasis ein möglicher Notlandeplatz des Space Shuttle bei einem Startabbruch.